# 選挙公報条例
選挙公報条例（せんきょこうほうじょうれい）とは地方自治体の条例。

## 概要
地方自治体で行われる首長選挙と議会議員選挙が行われる際に候補者の氏名、経歴、政見等を掲載した選挙公報を選挙管理委員会が選挙ごとに1回発行しなければならないことを規定している。
国の公職選挙法では国政選挙や都道府県知事選挙における選挙公報の発行が義務づけられているが、知事選挙を除く地方選挙における選挙公報の発行は、地方自治体ごとに条例の制定が必要となる。
都道府県議会議員選挙においては、1952年9月5日に神奈川県が初めて制定した。2018年3月30日に新潟県が最後に制定した。
政令指定都市の市長選挙においては、1951年3月31日に名古屋市が初めて制定した。2006年12月27日に岡山市が最後に制定した。
政令指定都市の市議会議員選挙においては、1955年4月1日に京都市と大阪市が初めて制定した。2019年12月20日に北九州市が最後に制定した。

## 条例
| 都道府県 | 条例名                                                   |
| -------- | -------------------------------------------------------- |
| 北海道   | 北海道議会議員の選挙における選挙公報の発行に関する条例   |
| 青森県   | 青森県議会議員の選挙における選挙公報の発行に関する条例   |
| 岩手県   | 県議会議員の選挙における選挙公報の発行に関する条例       |
| 宮城県   | 県議会議員の選挙における選挙公報の発行に関する条例       |
| 秋田県   | 秋田県議会議員選挙における選挙公報の発行に関する条例     |
| 山形県   | 山形県議会議員の選挙における選挙公報の発行に関する条例   |
| 福島県   | 福島県議会議員の選挙における選挙公報の発行に関する条例   |
| 茨城県   | 茨城県議会議員選挙における選挙公報の発行に関する条例     |
| 栃木県   | 栃木県議会議員選挙の選挙公報の発行に関する条例           |
| 群馬県   | 群馬県議会議員の選挙における選挙公報の発行に関する条例   |
| 埼玉県   | 埼玉県議会議員選挙における選挙公報の発行に関する条例     |
| 千葉県   | 千葉県議会議員選挙公報の発行に関する条例                 |
| 東京都   | 東京都議会議員の選挙における選挙公報の発行に関する条例   |
| 神奈川県 | 選挙公報に関する条例                                     |
| 新潟県   | 新潟県議会議員の選挙における選挙公報の発行に関する条例   |
| 富山県   | 富山県議会議員選挙における選挙公報の発行に関する条例     |
| 石川県   | 石川県議会議員選挙における選挙公報の発行に関する条例     |
| 福井県   | 福井県議会の議員の選挙における選挙公報の発行に関する条例 |
| 山梨県   | 山梨県議会の議員の選挙における選挙公報の発行に関する条例 |
| 長野県   | 長野県議会議員選挙における選挙公報の発行に関する条例     |
| 岐阜県   | 岐阜県議会議員の選挙における選挙公報の発行に関する条例   |
| 静岡県   | 静岡県議会議員選挙公報発行条例                           |
| 愛知県   | 愛知県議会の議員の選挙における選挙公報の発行に関する条例 |
| 三重県   | 三重県議会議員選挙における選挙公報の発行に関する条例     |
| 滋賀県   | 滋賀県議会議員の選挙における選挙公報の発行に関する条例   |
| 京都府   | 京都府議会議員選挙公報発行に関する条例                   |
| 大阪府   | 大阪府議会議員選挙公報発行に関する条例                   |
| 兵庫県   | 兵庫県議会議員の選挙における選挙公報の発行に関する条例   |
| 奈良県   | 奈良県議会議員の選挙における選挙公報の発行に関する条例   |
| 和歌山県 | 和歌山県議会議員の選挙における選挙公報の発行に関する条例 |
| 鳥取県   | 鳥取県議会議員選挙における選挙公報の発行に関する条例     |
| 島根県   | 島根県議会議員選挙における選挙公報の発行に関する条例     |
| 岡山県   | 岡山県議会の議員の選挙における選挙公報の発行に関する条例 |
| 広島県   | 広島県議会議員選挙における選挙公報の発行に関する条例     |
| 山口県   | 山口県議会議員の選挙における選挙公報の発行に関する条例   |
| 徳島県   | 徳島県議会の議員の選挙における選挙公報の発行に関する条例 |
| 香川県   | 香川県議会議員の選挙における選挙公報の発行に関する条例   |
| 愛媛県   | 愛媛県議会議員の選挙における選挙公報の発行に関する条例   |
| 高知県   | 選挙公報の発行に関する条例                               |
| 福岡県   | 福岡県議会議員の選挙における選挙公報の発行に関する条例   |
| 佐賀県   | 佐賀県議会議員選挙における選挙公報の発行に関する条例     |
| 長崎県   | 長崎県議会議員の選挙における選挙公報の発行に関する条例   |
| 大分県   | 大分県議会議員の選挙における選挙公報の発行に関する条例   |
| 熊本県   | 熊本県議会議員選挙における選挙公報の発行に関する条例     |
| 宮崎県   | 宮崎県議会議員の選挙における選挙公報の発行に関する条例   |
| 鹿児島県 | 鹿児島県議会議員の選挙における選挙公報の発行に関する条例 |
| 沖縄県   | 沖縄県議会議員の選挙における選挙公報の発行に関する条例   |

| 政令市     | 条例名                                                                                                  |
| ---------- | --- |
| 札幌市     | 札幌市選挙公報発行条例                                                                                  |
| 仙台市     | 仙台市選挙公報発行条例                                                                                  |
| さいたま市 | さいたま市選挙公報発行条例                                                                              |
| 千葉市     | 千葉市選挙公報の発行に関する条例                                                                        |
| 横浜市     | 横浜市選挙公報に関する条例                                                                              |
| 川崎市     | 川崎市選挙公報に関する条例                                                                              |
| 相模原市   | 相模原市選挙公報に関する条例                                                                            |
| 新潟市     | 新潟市選挙公報の発行に関する条例                                                                        |
| 静岡市     | 静岡市選挙公報の発行に関する条例                                                                        |
| 浜松市     | 浜松市選挙公報の発行に関する条例                                                                        |
| 名古屋市   | 名古屋市議会議員選挙公報発行条例 名古屋市長選挙公報発行条例                                             |
| 京都市     | 京都市議会議員及び京都市長の選挙の公営に関する条例                                                      |
| 大阪市     | 大阪市選挙公報条例                                                                                      |
| 堺市       | 堺市の議会の議員及び長の選挙におけるポスター掲示場の設置及び選挙公報の発行に関する条例                  |
| 神戸市     | 神戸市選挙公報発行条例                                                                                  |
| 岡山市     | 岡山市の議会の議員及び長の選挙における選挙公報の発行に関する条例                                        |
| 広島市     | 広島市議会議員の選挙における選挙公報の発行に関する条例 広島市長の選挙における選挙公報の発行に関する条例 |
| 北九州市   | 北九州市議会議員選挙選挙公報発行に関する条例 北九州市長選挙選挙公報発行に関する条例                     |
| 福岡市     | 福岡市議会議員選挙公報発行条例 福岡市長選挙公報発行条例                                                 |
| 熊本市     | 熊本市選挙公報の発行に関する条例                                                                        |